# ⱴ
ⱴ (V с завитком) — буква расширенной латиницы. Использовалась в африканской фонологии для обозначения губно-зубного одноударного согласного, пока для данного звука отсутствовал символ в Международном фонетическом алфавите. В 2005 году, по предложению, сделанному Олсоном и Хайеком в 1999 году, для звука был утверждён официальный символ ⱱ.